# ستيف تومسون (لاعب كرة قدم أمريكية)
ستيف تومسون (بالإنجليزية: Steve Thompson)‏ هو لاعب كرة قدم أمريكية أمريكي، ولد في 24 يونيو 1965 في أورورا في الولايات المتحدة، وتوفي في 15 فبراير 2016 في بلاتين في الولايات المتحدة.

## وصلات خارجية
- ستيف تومسون على موقع مرجع كرة القدم المحترفة.كوم (الإنجليزية)